# Men Bingyue
Men Bingyue (門炳岳, 1890–1944) est un général du Kuomintang. 
En tant que commandant de la 7e division de cavalerie, il participe à la campagne du Suiyuan en 1936 et défait l'armée de Mongolie-intérieure pro-japonaise. Après le début de la seconde guerre sino-japonaise en 1937, il est nommé commandant de la 6e armée de cavalerie, combattant lors de la bataille de Taiyuan pour la défense de la province du Suiyuan. En 1940, il devient vice-commandant en chef du 17e groupe d'armées. En 1941, il est nommé commandant de la 7e armée de cavalerie. Il meurt en août 1944 à Chongqing.

## Sources
- 中国抗日战争正面战场作战记 (China's Anti-Japanese War Combat Operations)
  - Guo Rugui, editor-in-chief Huang Yuzhang
  - Jiangsu People's Publishing House
  - Date published : 2005-7-1
  -  (ISBN 7-214-03034-9)
  - Online in Chinese: https://web.archive.org/web/20090116005113/http://www.wehoo.net/book/wlwh/a30012/A0170.htm
    - 第二部分：从“九一八”事变到西安事变 日本侵绥的战备企图和中日
      - Part II : From the "September 18 Incident" to the Xi'an Incident  Japanese invasion of Suiyuan to prepare their planned union of China and Japan
- Hsu Long-hsuen and Chang Ming-kai, History of The Sino-Japanese War (1937–1945) 2nd Ed.,1971. Translated by Wen Ha-hsiung, Chung Wu Publishing; 33, 140th Lane, Tung-hwa Street, Taipei, Taiwan Republic of China.